# Sergei Terehhov
Sergei Terehhov (ur. 18 kwietnia 1975 w Parnawie) – estoński piłkarz grający na pozycji bocznego pomocnika. Obecnie jest grającym dyrektorem sportowym w klubie Nõmme Kalju.

## Kariera klubowa
Karierę piłkarską Terehhov rozpoczął w klubie Tervis Pärnu. W 1993 roku zadebiutował w jego barwach w pierwszej lidze estońskiej. W 1995 roku odszedł do Tallinna Sadam, gdzie grał przez dwa lata i dwukrotnie zdobył z nim Puchar Estonii. Latem 1997 roku został piłkarzem Flory Tallinn. W 1998 roku wraz z Florą wywalczył mistrzostwo kraju oraz puchar kraju.
W 2000 roku Terehhov przeszedł do norweskiego SK Brann. W norweskiej lidze zadebiutował 9 kwietnia 2000 roku w wygranym 4:1 domowym spotkaniu z Vikingiem. W 2000 roku wywalczył wicemistrzostwo Norwegii. W Brann grał przez 2,5 sezonu i pełnił w nim na ogół rolę rezerwowego.
Latem 2002 roku Terehhov został zawodnikiem fińskiej Haki. W niej swój debiut zanotował 15 maja 2003 w spotkaniu z Tampere United. W 2002 roku zdobył z Haką Puchar Finlandii, a w 2004 roku wywalczył mistrzostwo Finlandii.
W 2005 roku Estończyk odszedł do Szynnika Jarosław. 12 marca 2005 zadebiutował w Priemjer Lidze w meczu z Amkarem Perm (1:1). W 2006 roku grał w fińskiej Honce, a w 2007 roku wrócił do Estonii. Do końca 2008 roku grał w TVMK Tallinn, a w 2009 roku występował w Nõmme Kalju. Od listopada 2009 pełni też rolę dyrektora sportowego w tym klubie.
| Sezon   | Klub             | Kraj      | Rozgrywki               | Mecze | Bramki |
| ------- | ---------------- | --------- | ----------------------- | ----- | ------ |
| 1993/94 | Tervis Pärnu     | Estonia   | Meistriliiga            | 2     | 0      |
| 1994/95 | Tervis Pärnu     | Estonia   | Meistriliiga            | 13    | 3      |
| 1995/96 | Tallinna Sadam   | Estonia   | Meistriliiga            | 22    | 6      |
| 1996/97 | Tallinna Sadam   | Estonia   | Meistriliiga            | 22    | 5      |
| 1997/98 | Flora Tallinn    | Estonia   | Meistriliiga            | 17    | 3      |
| 1998    | Flora Tallinn    | Estonia   | Meistriliiga            | 11    | 5      |
| 1999    | Flora Tallinn    | Estonia   | Meistriliiga            | 22    | 4      |
| 2000    | SK Brann         | Norwegia  | Superligaen             | 13    | 1      |
| 2001    | SK Brann         | Norwegia  | Superligaen             | 6     | 0      |
| 2002    | SK Brann         | Norwegia  | Superligaen             | 3     | 0      |
| 2002    | FC Haka          | Finlandia | Veikkausliiga           | 13    | 3      |
| 2003    | FC Haka          | Finlandia | Veikkausliiga           | 26    | 4      |
| 2004    | FC Haka          | Finlandia | Veikkausliiga           | 21    | 3      |
| 2005    | Szynnik Jarosław | Rosja     | Priemjer-Liga           | 9     | 0      |
| 2006    | Szynnik Jarosław | Rosja     | Priemjer-Liga           | 2     | 0      |
| 2006    | FC Honka         | Finlandia | Veikkausliiga           | 6     | 1      |
| 2007    | TVMK Tallinn     | Estonia   | Meistriliiga            | 25    | 11     |
| 2008    | TVMK Tallinn     | Estonia   | Meistriliiga            | 30    | 7      |
| 2009    | Nõmme Kalju      | Estonia   | Meistriliiga            | 31    | 1      |
|         |                  |           | Łącznie w Meistriliiga  | 195   | 45     |
|         |                  |           | Łącznie w Superligaen   | 22    | 1      |
|         |                  |           | Łącznie w Veikkausliiga | 66    | 11     |
|         |                  |           | Łącznie w Priemjer-Liga | 11    | 0      |
|         |                  |           | Łącznie                 | 294   | 57     |

## Kariera reprezentacyjna
W reprezentacji Estonii Terehhov zadebiutował 9 lipca 1997 roku w przegranym 1:2 spotkaniu Pucharu Bałtyckiego z Litwą. W swojej karierze grał w eliminacjach do Mistrzostw Świata 1998, Euro 2000, Mistrzostw Świata 2002, Euro 2004, Mistrzostw Świata 2006 i Euro 2008. Od 1997 do 2008 roku rozegrał w kadrze narodowej 94 spotkania i strzelił 5 goli. Jego bramka z 1998 roku, zdobyta w spotkaniu przeciwko Wyspom Owczym, dała mu nagrodę Srebrnej Piłki Estonii.